# 王梵志
王 梵志（おう ぼんし、生没年不詳）は、中国唐代初年の仏教詩人・詩僧。衛州黎陽県の人。およそ8世紀後半にその作品は日本に伝わっていった。

## 行跡
その伝歴は不明であるが、俗語を用いて仏理を交えた平易な教訓詩を多数遺した、とされる。古くより、伝説的な要素が強く、仏理に達した人であると考えられていた。その詩は、仏教の因果応報や諸行無常の教理を、現実の生活に即して説いたものであり、その作者像として想定されるのは、街巷や山郷などを遊方して回り、説教した遊化僧のそれである。
詩集は、9世紀までには日本に伝来しており、『日本国見在書目録』にも著録されているが、宋代には散佚していた。20世紀初に発見された敦煌文献中に、それが含まれていた。その内容は、寒山・拾得の詩と共通点を持つ。

## 校本
- 劉復校録本（1925年）
- 鄭振鐸校補本（1935年）
- 張錫厚校輯『王梵志詩校輯』